# Сао Луис (Рорайма)
Вижте пояснителната страница за други значения на Сао Луис.
Сао Луис (по-познат като Сао Луис до Анауа или просто Анауа) е град — община в южната част на бразилския щат Рорайма. Общината е част от икономико-статистическия микрорегион Югоизточна Рорайма, мезорегион Южна Рорайма. Населението на Сао Луис към 2010 г. е 6750 души, а територията е 1526.892 km2.

## История
Името на общината произхожда от съчетанието на имената на реката Анауа и столицата на щата Мараняо (Сао Луис), образувайки „Сао Луис до Анауа“.
Създадена е на основание Закон № 7.009, от юли 1982 г., след като се отцепва от Каракараи.

## География
Освен градската част на общината, във вътрешността ѝ се намира окръг Вила Модерна.
Свързана е с щатската столица Боа Виста по междущатския път BR-210, на 298 km разстояние.

## Икономика
Икономиката се основава на земеделието и животновъдството. Произвеждат се ориз, фасул, мед, маниока, царевица и др.

## Инфраструктура
Образование
Общината разполага с 19 училища за основно и 1 за средно образование.
Здравеопазване
На територията на Сао Луис има една държавна болница с капацитет от 25 легла и няколко медицински поста във вътрешността.
Други
Разполага със система за разпределение на вода, електроенергия, пощенска станция, телефонна мрежа и др.